# Паршино (городской округ Химки)
Паршино — деревня в Московской области России. Входит в городской округ Химки. Население — 0 чел. (2010).

## География
Деревня Паршино расположена в центральной части Московской области, на севере округа, примерно в 10 км к северо-западу от центра города Химки и в 33 км к юго-востоку от города Солнечногорска, в 11 км от Московской кольцевой автодороги, на правом берегу реки Клязьмы. Ближайшие населённые пункты — деревни Дубровки и Исаково.

## История
В 1994—2004 гг. деревня входила в Искровский сельский округ Солнечногорского района, в 2005—2019 годах — в Лунёвское сельское поселение Солнечногорского муниципального района, в 2019—2022 годах  — в состав городского округа Солнечногорск, с 1 января 2023 года включена в состав городского округа Химки.

## Население
| 1926 | 1966 | 1998 | 2002 | 2010 |
| ---- | ---- | ---- | ---- | ---- |
| 9    | ↗32  | ↘2   | ↘0   | →0   |